# Erwin Vierow

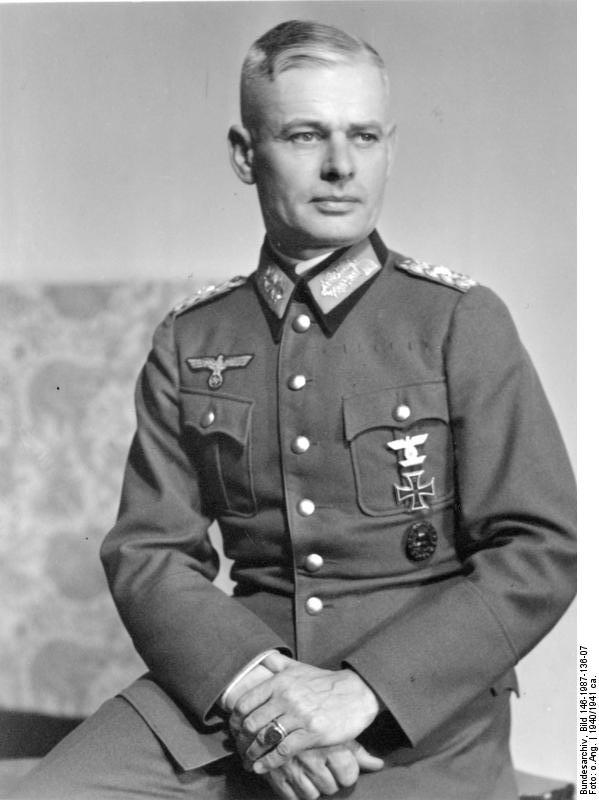
Erwin Vierow als Generalleutnant um 1940/1941

Erwin Vierow (* 15. Mai 1890 in Berlin; † 1. Februar 1982 in Tecklenburg) war ein deutscher General der Infanterie und Kommandierender General mehrerer Armeekorps im Zweiten Weltkrieg.

## Leben
Vierow trat am 21. August 1908 als Fahnenjunker in die Preußische Armee ein und wurde am 27. Januar 1910 zum Leutnant befördert.

### Erster Weltkrieg
Im Ersten Weltkrieg diente er als Bataillons- und Regimentsadjutant im Infanterie-Regiment „General-Feldmarschall Prinz Friedrich Karl von Preußen“ (8. Brandenburgisches) Nr. 64, wurde 1915 zum Oberleutnant befördert und am 13. Mai 1916 bei Gefechten verwundet. Nach seiner Versetzung zum Chef des Eisenbahnwesens beim Generalstab wurde er am 18. April 1917 zum Hauptmann befördert. Er erhielt beide Klassen des Eisernen Kreuzes sowie das Verwundetenabzeichen in Schwarz.

### Reichswehr
Nach Kriegsende wurde Vierow in die Reichswehr übernommen und am 1. Februar 1928 zum Major befördert. Zu diesem Zeitpunkt war er in der Heeres-Ausbildungsabteilung T 4 des Truppenamtes tätig. Es folgten weitere Verwendungen als Kompanieführer, Bataillonskommandeur und Kommandeur der Infanterie-Regimenter 36 und 105. Bis 1938 stieg er bis in den Rang eines Generalmajors auf.

### Zweiter Weltkrieg
Nach Ausbruch des Zweiten Weltkrieges wurde er als Kommandeur der 96. und 9. Infanterie-Division eingesetzt. Die Beförderung zum Generalleutnant erhielt er am 1. August 1940 sowie zum General der Infanterie am 1. Januar 1941.
Am 6. Januar 1941 wurde er erster Kommandierender General des an diesem Tage offiziell aufgestellten LV. Armeekorps, das er bis zum 13. Februar 1942 befehligte. Das Korps wurde am 29. April 1941 der 6. Armee zugeteilt und nahm im Juni am Angriff auf die Sowjetunion teil. Das Korps war unter anderem an der Eroberung der Stadt Charkiw (Charkow) beteiligt. Vierow wurde am 15. November 1941 mit dem Ritterkreuz des Eisernen Kreuzes ausgezeichnet.
Vom 14. Februar 1943 bis zum 10. März 1943 war er mit der Führung des XX. Armeekorps beauftragt. Am 1. Juli 1943 wurde er versetzt und „Militärbefehlshaber Nordwest-Frankreich“ und ab Juni 1944 Kommandierender General an der Somme. Vierow behielt diese Dienststellung, bis er von britischen Truppen am 1. September 1944 gefangen genommen und in das Kriegsgefangenenlager Camp Clinton in  Clinton (Mississippi) gebracht wurde.